# A Gault Millau étteremkalauz magyarországi élmezőnye (2012)

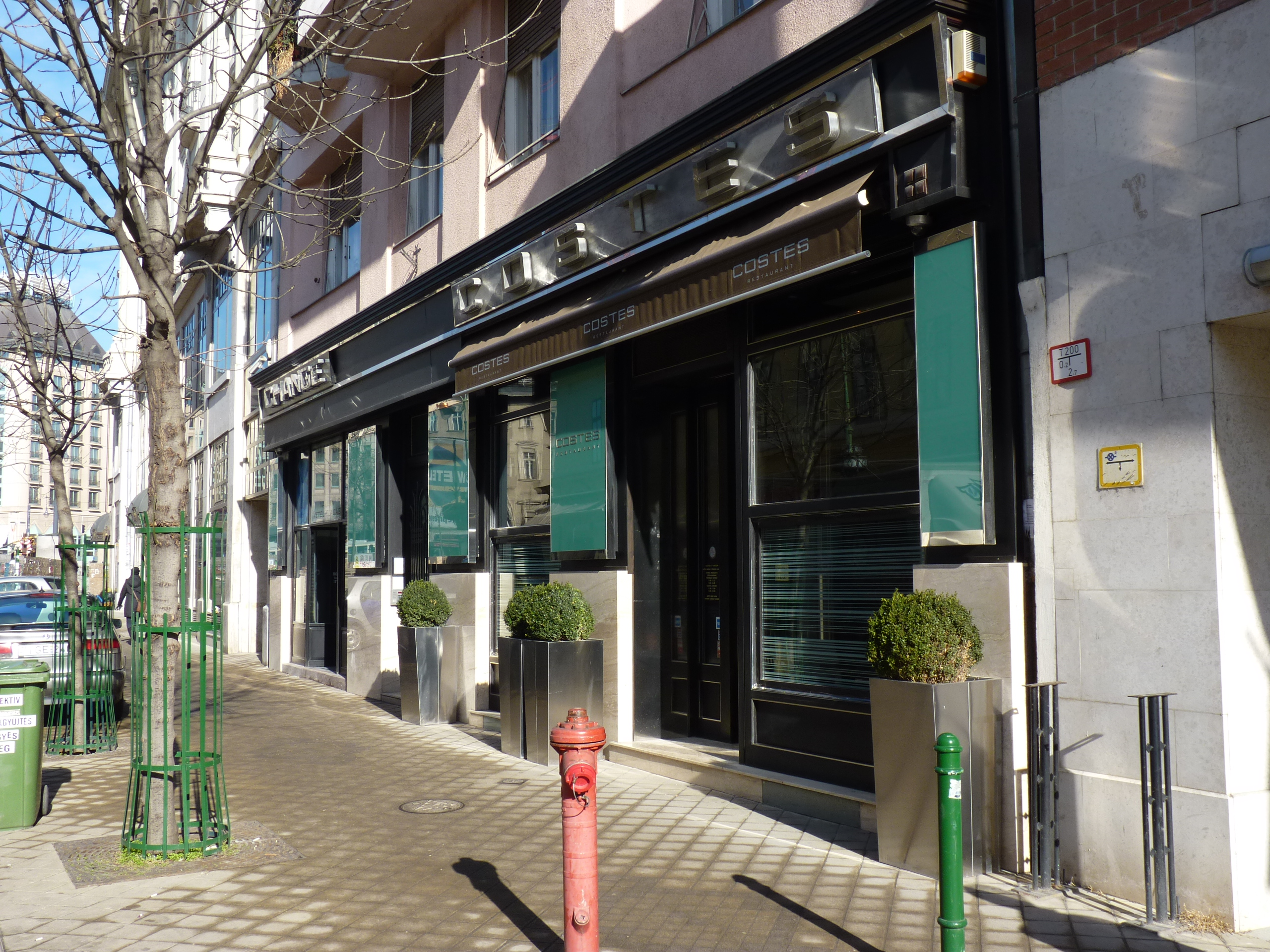
Costes

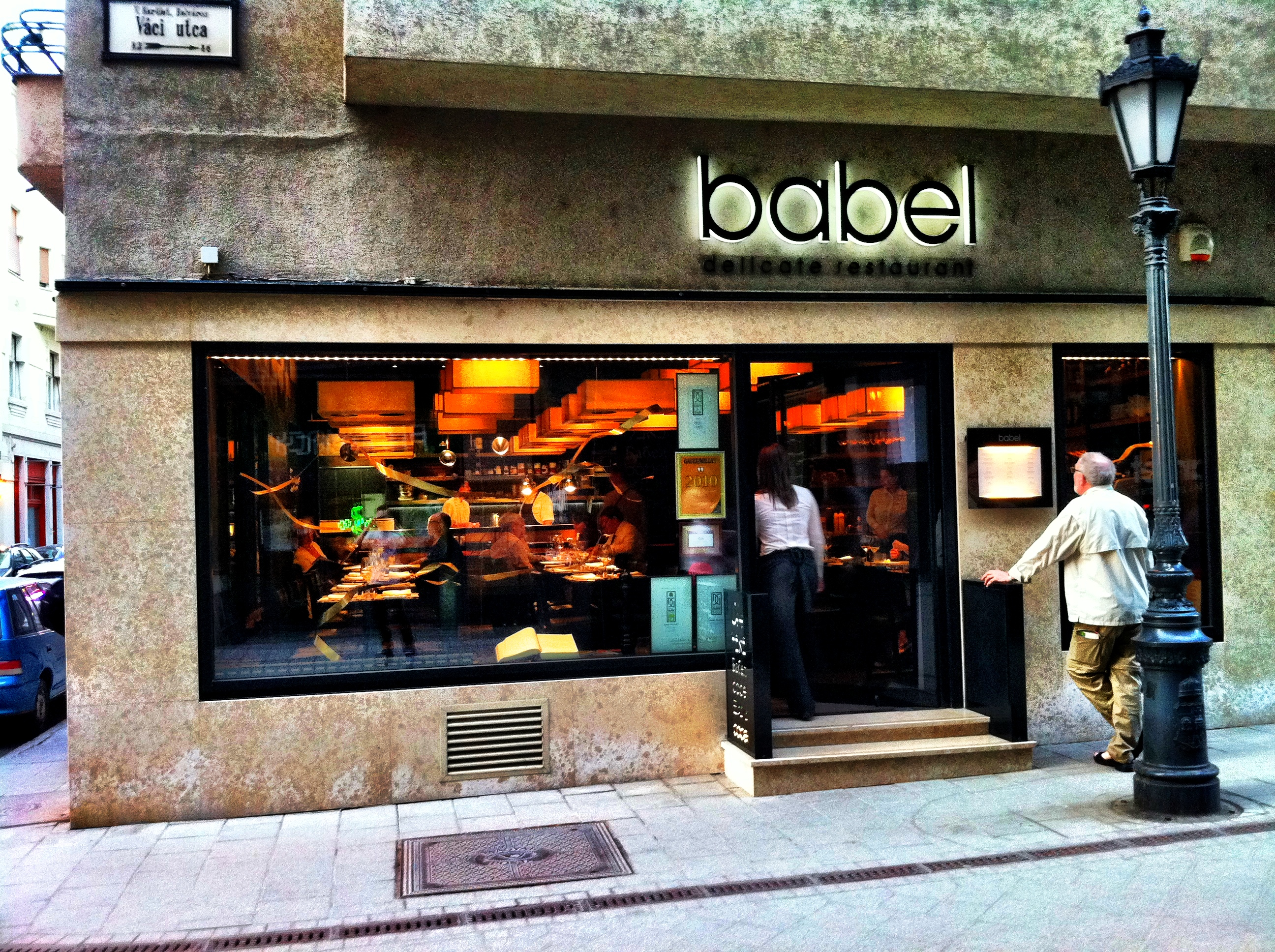
Babel Delicate Restaurant

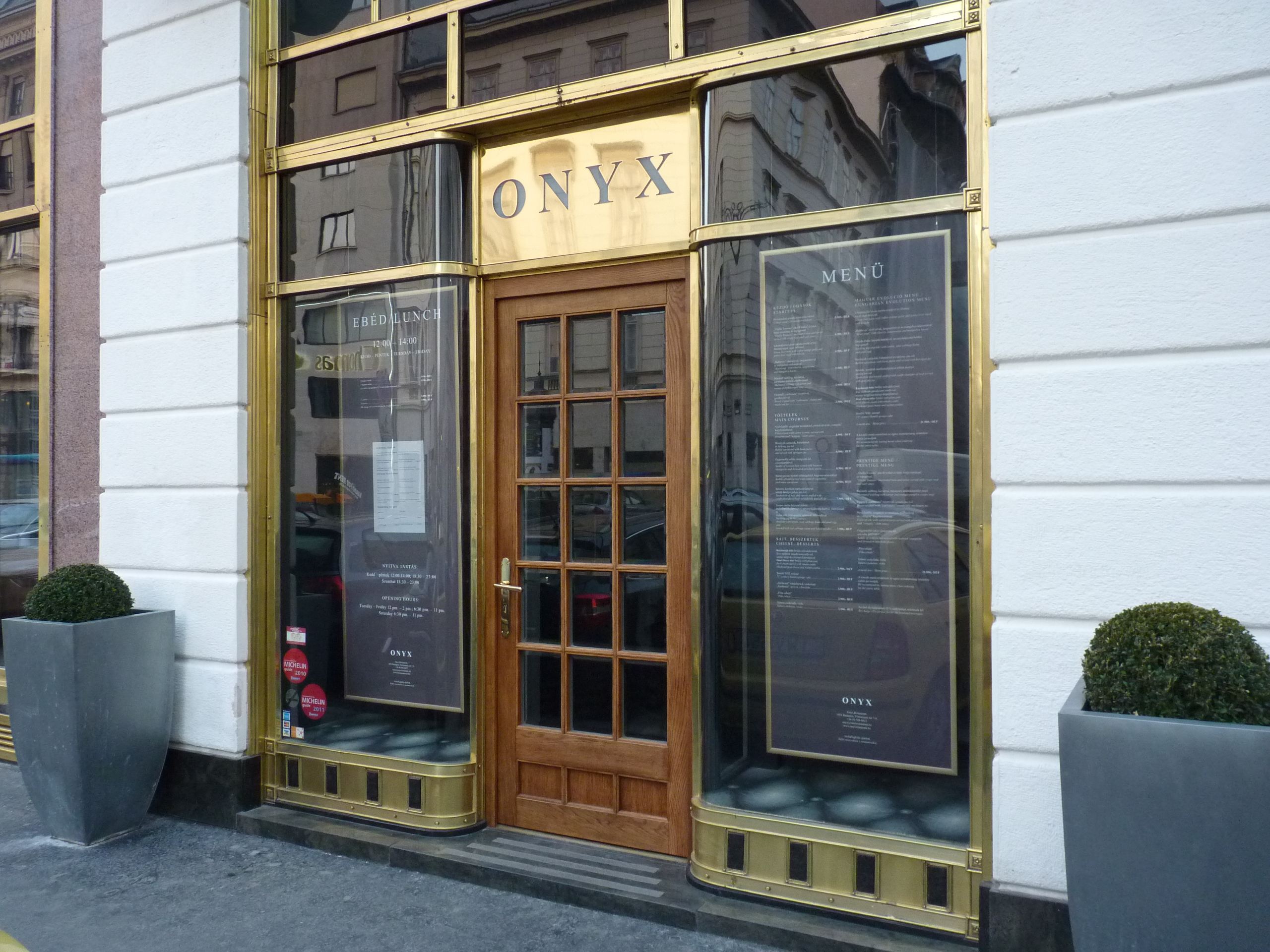
Onyx Étterem

Ez a lista a Gault Millau Étteremkalauz étteremtesztjének 2012-es élmezőnyét tartalmazza. A Gault Millau Ausztria  20 pontos rendszerben értékeli a tesztelt éttermeket, melyek közül az élmezőnybe a legalább 11 pontot elért éttermek tartoznak. Nagyjából 16 pont felel meg az egy Michelin-csillagos színvonalnak.
A 2012-es élmezőnybe a következő éttermek tartoznak:
| Étterem                    | Város    | Pont |
| -------------------------- | -------- | ---- |
| Costes                     | Budapest | 18   |
| Babel Delicate Restaurant  | Budapest | 16   |
| Fausto's Étterem           | Budapest | 16   |
| Nobu Budapest              | Budapest | 16   |
| Onyx Étterem               | Budapest | 16   |
| Arcade Bistro              | Budapest | 15   |
| Mák Bisztró                | Budapest | 15   |
| Arany Kaviár               | Budapest | 14   |
| Aranyszarvas (Tabán)       | Budapest | 14   |
| Bock Bisztró               | Budapest | 14   |
| Borkonyha                  | Budapest | 14   |
| Café Pierrot               | Budapest | 14   |
| Csalogány26 Vendéglő       | Budapest | 14   |
| Alabárdos Étterem          | Budapest | 13   |
| Symbol                     | Budapest | 13   |
| 21 a Magyar Vendéglő       | Budapest | 12,5 |
| A Konyha                   | Budapest | 12,5 |
| Baraka Restaurant & Lounge | Budapest | 12,5 |
| Déryné Bisztró             | Budapest | 12,5 |
| Múzeum Kávéház és Étterem  | Budapest | 12,5 |